# Nati nel 1991/Senza giorno specificato
| Questa pagina contiene informazioni ricavate automaticamente dalle voci biografiche con l'ausilio del template Bio e di un bot. L'aggiornamento è periodico e automatico e ricostruisce completamente la pagina. Se manca una persona in questa lista, sei pregato di non aggiungerla, ma accertati piuttosto che la sua voce biografica contenga il template Bio e che i dati anagrafici siano correttamente compilati. Se il template Bio manca, inseriscilo tu stesso o, in alternativa, metti l'avviso {{tmp\|Bio}} che ne segnala la mancanza. Se i dati riportati sono sbagliati, correggi direttamente la voce biografica; le modifiche saranno visibili in questa lista entro pochi giorni. Per chiarimenti vedi il progetto biografie. La lista contiene solo le 64 persone che sono citate nell'enciclopedia e per le quali è stato implementato correttamente il template Bio. Pagina aggiornata al 18 ago 2025. |

- Rodrigue Aligenes, ex giocatore di football americano francese
- Marion Barbeau, danzatrice e attrice francese
- Julio César Barco Ávalos, poeta, giornalista e docente peruviano
- Miami Yacine, rapper tedesco
- Tessan Berglund, ex sciatrice alpina svedese
- Martin Bischof, ex sciatore alpino austriaco
- Nathalie Blom, ex sciatrice alpina svedese
- Daniel Camargo, ballerino brasiliano
- Leah Canfield, ex sciatrice alpina statunitense
- Lorenzo Cervasio, attore italiano
- Rina Chibany, modella libanese
- Jeffrey Cirio, ballerino statunitense
- Stewart Clarke, attore e doppiatore britannico
- Rosemary Coogan, astronauta britannico
- Pierre Courageux, giocatore di football americano francese
- Jamilia Craft, wrestler statunitense
- Elisabeth Egger, ex sciatrice alpina italiana
- Jean-Amour Fazer, ex giocatore di football americano francese
- Rhys Frake-Waterfield, regista, produttore cinematografico e sceneggiatore britannico
- Josef Frank, ex sciatore alpino tedesco
- Julia Franz Richter, attrice austriaca
- Dani Gambino, rapper greco
- Vincent Gaspoz, ex sciatore alpino svizzero
- Federico Gilardi, nuotatore italiano
- Margaux Givel, ex sciatrice alpina svizzera
- Juanlu González, attore, architetto e modello spagnolo
- Kristin Graabak, ex sciatrice alpina norvegese
- Lilia Hassaine, giornalista e scrittrice francese
- Luca Iaconi-Stewart, designer statunitense
- Claudio Jacquin, giocatore di football americano francese
- Emil Jansson, ex sciatore alpino svedese
- Joni Kotro, giocatore di football americano finlandese
- Christopher Krabath, ex sciatore alpino austriaco
- Christoffer Kyllingstad, ex sciatore alpino norvegese
- Bojana Lečić, modella serba
- Anton Lindebner, ex sciatore alpino tedesco
- Martina Linn, cantante svizzera
- Kolia Litscher, attore francese
- Penda Ly, modella senegalese
- Hadrien Lynda, giocatore di football americano francese
- Maria Edgarda Marcucci, scrittrice e attivista italiana
- Anna Martola, giocatrice di football americano finlandese
- Andrea Minardi, karateka italiano
- Keith Moffat, ex sciatore alpino statunitense
- Anna Campbell, anarchica e militare inglese († 2018)
- Shay Netter, giocatore di football americano statunitense
- Yasmin Paige, attrice britannica
- Pier Lorenzo Pisano, drammaturgo, regista e sceneggiatore italiano
- Evgenija Red'ko, cantante lituana
- Felix Rosenqvist, pilota automobilistico svedese
- Roman Runner, giocatore di football americano statunitense
- Sven Ruygrok, attore sudafricano
- Aappo Saloranta, ex giocatore di football americano finlandese
- Caterina Salvadori, sceneggiatrice, regista e scrittrice italiana
- Michaela Schmotz, allenatrice di sci alpino e ex sciatrice alpina tedesca
- Sara Skjoldnes, modella norvegese
- Skyler Suggs, ex giocatore di football americano statunitense
- Alex Tarrant, attore neozelandese
- Andy Trow, ex sciatore alpino canadese
- Tukios, artista e writer italiano
- Jamal Valizadeh, lottatore iraniano
- Ramon Zürcher, ex sciatore alpino svizzero
- Turki bin Sa'ud al-Kabir, principe e criminale saudita († 2016)
- Jan Štiegler, giocatore di football americano ceco